# Bayandelger
 (septembre 2022).
Si vous disposez d'ouvrages ou d'articles de référence ou si vous connaissez des sites web de qualité traitant du thème abordé ici, merci de compléter l'article en donnant les références utiles à sa vérifiabilité et en les liant à la section « Notes et références ».
Bayandelger (mongol : Баяндэлгэр) est un sum situé à l’ouest de la province de Töv en Mongolie. 
En 2005, il comptait 1 226 habitants dans 429 ménages.

## Histoire
Le sum a été fondé en 1923, sous le nom de Gün sum et dans le cadre du khoshuu de Darkhan Khoshoi Chin Wang Puntsogtsereng dans l'aïmag de Tüsheet khan. En 1924, il a été renommé Batdelger uulyn sum et, en 1931, il a de nouveau changé de nom. En 1956, il a été partagé entre les sums Bayan et Erdene, la plus grande partie du territoire allant à ce dernier. En 1959, le sum de Bayandelger a été rétabli.

## Bétails
En 2004, il y avait 64 000 têtes de bétail, dont 19 000 chèvres, 35 000 moutons, 3 500 têtes de bœuf, 6 100 chevaux et 71 chameaux. 

## Personnalités
- Dashdorjiin Natsagdorj est né dans ce qui est maintenant le sum Bayandelger.